# Piet Gros

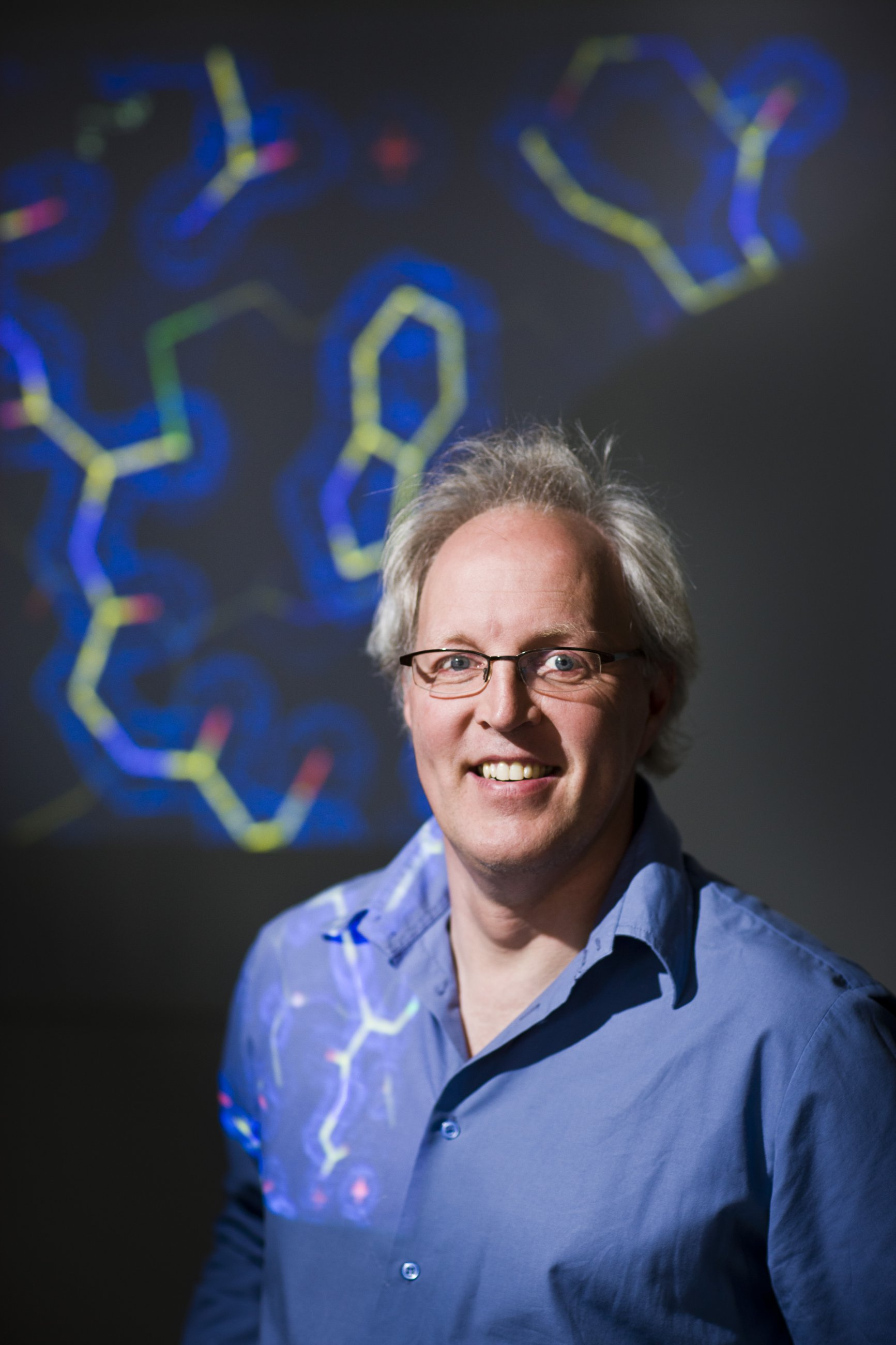
Piet Gros (2010)

Piet Gros (* 31. Juli 1962 in Dokkum) ist ein niederländischer Chemiker und Professor für biomolekulare Kristallographie an der Universität Utrecht. Er befasst sich mit Protein-Kristallographie mit Anwendungen auf große Moleküle in Zellmembranen und im Blutplasma und von Rezeptoren an Zelloberflächen.
Gros studierte Chemie an der Universität Groningen mit dem Diplom 1985 und der Promotion 1990 bei W. G. J. Hol über Protein-Kristallographie (Studies in protein crystallography & dynamics : on membrane protein crystallization, the structure of thermitase-Eglin and the application of molecular dynamics). Als Post-Doktorand war er an der ETH Zürich (bei F. W. van Gunsteren) und der Yale University (bei A. T. Brunger) und ab 1994 an der Universität Utrecht, an der er 2002 eine volle Professur erhielt. 2007 bis 2010 leitete er die Chemie-Fakultät. 2012 wurde er wissenschaftlicher Direktor des Bijvoet Center for Biomolecular Research.
Er klärte die dreidimensionale Struktur des Komplementfaktors C3. Damit konnte er auch die Wirkungsweise dieses Komplementfaktors des angeborenen Immunsystems erforschen und er erforschte auch den Wirkmechanismus des Komplementfaktors C8. Er erforscht auch verschiedene bakterielle Zelloberflächen-Proteine, die für deren Pathogenität wichtig sind, und Blutgerinnungsfaktoren (wie den Willebrand-Faktor).
2010 erhielt er den Spinoza-Preis und 2008 einen Advanced Grant des European Research Council. Er ist Mitglied der Niederländischen Akademie der Wissenschaften (2010) und wurde 2013 Ritter vom Orden des Niederländischen Löwen. Seit 2013 ist er EMBO Mitglied. Für 2018 wurde Gros der Gregori-Aminoff-Preis zugesprochen.

## Schriften
- F. Forneris, D. Ricklin, J. Wu, A. Tzekou, R. S. Wallace, J. D. Lambris, P. Gros: Structures of C3b in Complex with Factors B and D Give Insight into Complement Convertase Formation. In: Science. Band 330, 2010, S. 1816–1820.
- P. Gros, F. J. Milder, B. J. C. Janssen: Complement driven by conformational changes. In: Nature Reviews Immunology. Band 8, 2008, S. 48–58.
- B. J. C. Janssen, A. Christodoulidou, A. McCarthy, J. D. Lambris, P. Gros: Structure of C3b reveals conformational changes underlying complement activity. In: Nature. Band 444, 2006, S. 213–216.